# Philippe de Villiers de L'Isle-Adam
Philippe de Villiers de L'Isle-Adam (Beauvais, 1464 – Rabat, 21 agosto 1534) fu Gran Maestro dell'Ordine dei Cavalieri Ospedalieri.

## Biografia
Avendo raggiunto la posizione di Priore della langue d'Auvergne, venne eletto Gran Maestro nel 1521.
Egli comandò l'Ordine durante il sanguinoso assedio di Rodi, guidato dal sultano Solimano il Magnifico, nel 1522, dove 600 cavalieri e 4.000 soldati resistettero agli invasori, che potevano contare sulla potenza di 20.000 uomini, per sei mesi, ma alla fine negoziarono la capitolazione e la partenza dei cavalieri dall'isola, il giorno di Capodanno, dell'anno 1523, alla volta di Creta.
Egli quindi governò l'ordine per diversi anni senza una sede formale per i cavalieri, i quali si rifugiarono prima a Creta, poi a Messina, poi a Viterbo e finalmente a Nizza (1527-1529). Nel 1530 de L'Isle-Adam ottenne in concessione per l'Ordine le isole di Malta e Gozo e il porto nordafricano di Tripoli come feudo dall'Imperatore Carlo V e l'Ordine ritrovò la sua sede.
Carlo V aveva offerto la sede maltese fin dal 1524, ma una delegazione dell'ordine si era espressa con una relazione scritta fortemente contraria, a motivo della posizione isolata dell'isola, della produzione di grano insufficiente per la popolazione e delle frequenti invasioni barbariche. Non avendo trovato sedi alternative, l'ordine si trasferì nella sede assegnata dal pontefice in via provvisoria. Da quel giorno i Cavalieri Ospitalieri, pur non mutando mai ufficialmente il nome, vennero chiamati anche Cavalieri di Malta.
Villiers de L'Isle-Adam morì a Rabat il 21 agosto 1534.